# Oslo jazzensemble
Oslo jazzensemble, tidigare Norske Store Orkester for jazz (2000–2008) respektive Ensemble Denada (2008-2020), är ett norskt mini-storband som etablerades 2000 av Østnorsk jazzsenter. Bandet består av cirka femton musiker, som varierat över tid. Det har en nordisk profil sett till val av ingående musiker och valet av musik.

## Historia
Bandet bildades 2000 som ett regionalt musikprojekt av Østnorsk jazzsenter under namnet Norske Store Orkester for jazz. Gruppen bytte 2008 namn till Ensemble Denada. I mars 2020 bytte bandet återigen namn till Oslo jazzensemble.
Syftet med att grunda Oslo jazzensemble var att bygga upp en professionell orkester med skicklighet nog att såväl skapa som framföra de allra bästa norska jazzstyckena. Orkestern består av cirka 15 musiker, även om vilka som varit en del av gruppen varierat under åren. Gruppens arbete finansieras bland annat av Norsk kulturråd.
Oslo jazzensemble har turnerat världen runt och spelat i flera länder i framför allt Asien, Europa och Nordamerika.

## Bandmedlemmar
När Oslo jazzensemble ursprungligen bildades 2000 bestod det av träblåsarna Olav Dale, Harald Devold, Nils Jansen, Geir Lysne och Atle Nymo; trumpetarna Torgeir Andresen, Frank Brodahl, Anders Eriksson och Marius Haltli; trombonisterna Øyvind Brække, Lars Erik Gudim, Helge Sunde och Gaute Vikdahl. Dessa ackompanjerades av Erlend Skomsvoll, Jens Thoresen, Steinar Raknes och Håkon Mjåset Johansen.
Sammanlagt har fler än 100 musiker spelat i bandet sedan det startade 2000. Bland dessa märks, förutom de som nämns ovan om de första medlemmarna, bland andra följande.
Träblåsarna Håvard Fossum, Petter Wettre, Børge-Are Halvorsen, Fredrik Øie Jensen, Frode Nymo, Tina Lægreid Olsen, Shannon Mowday, och Kasper Skullerud Værnes, Joakim Bergsrønning samt Martin Myhre Olsen. Bland trumpetarna märks Eckhard Baur, Birgit Kjuus, Hayden Powell och Richard Köster. Hos de medverkande trombonisterna märks bland andra Even Kruse Skatrud, Atle Hassel, Arild Hillestad, Geir Arne Haugsrud, Erik Johannessen, Nils Andreas Grosås Granseth, och Kristoffer Kompen, Ingrid B. Utne, Martha Eikemo Andersen samt Kristine Solli Oppegaard.
Utöver dessa har även till exempel pianisterna Olga Konkova, Anders Aarum, Jørn Øien och Jie Zhang; dragspelarna Irene Tillung och Kalle Moberg; basisterna Daniel Bingert, Per Mathisen, Frode Berg, Trygve W. Fiske, Mats Eilertsen och Kjetil Dalland; samt slagverkarna Andreas Bye Rune Arnesen, Torstein Lofthus, Erik Nylander och Børre Flyen.

## Diskografi (i urval)
- 2006 – Denada[5]
- 2013 – Windfall[6]

## Utmärkelser (i urval)
- 2010 – ECHO[7]
- 2013 – Edvard-prisen[8]